# Haplopelma schmidti
Haplopelma schmidti is een spinnensoort in de taxonomische indeling van de vogelspinnen (Theraphosidae).
Het dier behoort tot het geslacht Haplopelma. De wetenschappelijke naam van de soort werd voor het eerst geldig gepubliceerd in 1991 door von Wirth.